# Corgatha odontota
Corgatha odontota là một loài bướm đêm trong họ Erebidae.